# 乌绍阿
乌绍阿是巴西圣保罗州的一个市镇。总面积252.213平方公里，总人口9552人，人口密度37.9人/平方公里。